# Lilium pyi
Lilium pyi är en liljeväxtart som beskrevs av Augustin Abel Hector Léveillé. Lilium pyi ingår i släktet liljor, och familjen liljeväxter. Inga underarter finns listade.